# Henry McCarty (regista)
Henry McCarty (San Francisco, 30 gennaio 1882 – Hollywood, 19 luglio 1954) è stato uno sceneggiatore e regista statunitense che iniziò a lavorare nel cinema all'epoca del muto.

## Filmografia

### Sceneggiatore
- The Ranger and the Law, regia di Robert Kelly (1921)
- Blue Blazes, regia di Robert Kelly e Charles W. Mack (1922)
- The Masked Avenger, regia di Frank B. Fanning - soggetto e sceneggiatura (1922)
- Silver Spurs, regia di Leo Meehan e Henry McCarty (1922)
- Blazing Arrows, regia di Henry McCarty - soggetto e sceneggiatura (1922)
- The Devil's Ghost, regia di Charles W. Mack (1922)
- The Vengeance of Pierre, regia di Henry McCarty (1923)
- The Night Ship, regia di Henry McCarty (1925)
- Silent Pal, regia di Henry McCarty (1925)
- Shattered Lives, regia di Henry McCarty (1925)
- The Part Time Wife, regia di Henry McCarty (1925)
- His Master's Voice, regia di Renaud Hoffman (1925)
- One of the Bravest, regia di Frank O'Connor (1925)
- The Shadow on the Wall, regia di B. Reeves Eason - adattamento (1925)
- Hearts and Spangles, regia di Frank O'Connor (1926)
- Sinews of Steel, regia di Frank O'Connor (1927)
- Ladies' Night in a Turkish Bath, regia di Edward F. Cline (1928)
- Black Butterflies, regia di James W. Horne (1928)
- The Carnation Kid, regia di E. Mason Hopper e Leslie Pearce (1929)
- Señor Americano, regia di Harry Joe Brown (1929)
- Il richiamo (Song of Love), regia di Erle C. Kenton (1929)
- Blaze o' Glory, regia di George J. Crone e Renaud Hoffman (1929)
- Numbered Men, regia di Mervyn LeRoy (1930)
- Top Speed, regia di Mervyn LeRoy (1930)
- Bright Lights, regia di Michael Curtiz (1930)
- Sunny, regia di William A. Seiter (1930)
- The Mad Parade, regia di William Beaudine (1931)
- Men of America
- Sogno d'estate (The Right of Romance), regia di Alfred Santell (1933)
- Pugno di ferro (Great Guy), regia di John G. Blystone (1936)
- La guarnigione innamorata (23 1/2 Hours Leave), regia di John G. Blystone (1937)

### Regista
- Silver Spurs, co-regia di Leo Meehan (1922)
- Trapped in the Air, co–regia di Leo Meehan (1922)
- Blazing Arrows (1922)
- The Vengeance of Pierre (1923)
- The Night Ship (1925)
- Silent Pal (1925)
- Shattered Lives (1925)
- The Part Time Wife (1925)
- The Phantom of the Forest (1926)
- The Lodge in the Wilderness (1926)
- Flashing Fangs (1926)